# Konrad Walk
Konrad Walk (1º luglio 1965) è un ex sciatore alpino austriaco, vincitore della Coppa Europa nel 1988.

## Biografia
Walk, originario di Vils, debuttò in campo internazionale in occasione dei Mondiali juniores di Auron 1982; in Coppa del Mondo ottenne il primo piazzamento il 3 febbraio 1986 a Crans-Montana in supergigante (15º) e il miglior risultato il 16 dicembre 1990 in Alta Badia in slalom gigante (7º). Ai successivi Mondiali di Saalbach-Hinterglemm 1991, sua unica presenza iridata, si classificò 9º nella medesima specialità; l'ultimo piazzamento della sua carriera fu il 17º posto ottenuto nello slalom gigante di Coppa del Mondo disputato il 20 marzo 1992 a Crans-Montana. Non prese parte a rassegne olimpiche.
Nel 2015 Walk è stato eletto sindaco di Hochfilzen dopo aver ricoperto la carica di vicesindaco per 6 anni.

## Palmarès

### Coppa del Mondo
- Miglior piazzamento in classifica generale: 50º nel 1991

### Coppa Europa
- Vincitore della Coppa Europa nel 1988
- Vincitore della classifica di slalom gigante nel 1988

### Nor-Am Cup
- Vincitore della classifica di slalom gigante nel 1987[4]

### Campionati austriaci
- 2 medaglie[1]:
  - 1 argento (slalom gigante nel 1990)
  - 1 bronzo (slalom gigante nel 1984)